# اچ‌ام‌سی‌اس کیکوتیمی (اس‌اس‌کی ۸۷۹)
اچ‌ام‌سی‌اس کیکوتیمی (اس‌اس‌کی ۸۷۹) (به انگلیسی: HMCS Chicoutimi (SSK 879)) یک زیردریایی بود که طول آن ۲۳۰ فوت ۷ اینچ (۷۰٫۲۸ متر) بود. این زیردریایی در سال ۱۹۸۶ ساخته شد.